# Wässerndorf
Wässerndorf ist ein Gemeindeteil des Marktes Seinsheim im Landkreis Kitzingen (Unterfranken, Bayern). Die Gemarkung Wässerndorf hat eine Fläche von 3,478 km². Sie ist in 492 Flurstücke aufgeteilt, die eine durchschnittliche Fläche von 7069,49 m² haben. In ihr liegen neben dem namensgebenden Ort die Gemeindeteile Barthsmühle, Gehrenmühle, Lungenmühle, Winkelhof und Winkelhofmühle.

## Geografische Lage
Das Pfarrdorf liegt auf freier Flur an der Iff, einem linken Zufluss des Breitbachs. Die Kreisstraße KT 20 führt an der Dorfmühle vorbei nach Iffigheim zur Staatsstraße 2419 (0,8 km nordöstlich) bzw. nach Gnötzheim (3 km südwestlich). Die Kreisstraße KT 26 führt nach Seinsheim zur St 2419 (1,2 km östlich). Gemeindeverbindungsstraßen führen zur Barthsmühle (1,2 km westlich) und zur Lungenmühle (0,4 km südlich).

## Geschichte
Wässerndorf zählt zu den fränkischen Neusiedlungen des 13. Jahrhunderts. Das Dorf wurde bei seiner Gründung „Westerndorph“ genannt, da es im Westen des Muttersiedlung Seinsheim lag. Im Laufe der Jahrhunderte wurde das Dorf mehrmals umbenannt, bis es seinen heutigen Namen Wässerndorf erhielt. Es ist der einzige Ort im Umkreis mit dem Grundwort -dorf.
Lange Zeit hatte Wässerndorf zusammen mit sieben anderen Dörfern Anteil am sogenannten Kunigundenwald, der in Form einer Markgenossenschaft verwaltet wurde. Erst 1458 löste man diese Form der Verwaltung auf.
Seit dem 13. Jahrhundert waren die Herren von Seinsheim in Wässerndorf ansässig. Nach dem Aussterben der Herren von Seinsheim-Westerndorf ließ im Jahre 1555 Graf Friedrich von Schwarzenberg das Schloss über Teilen einer älteren Burganlage errichten.
Zur Realgemeinde Wässerndorf gehörten Barthsmühle, Gehrenmühle, Lungenmühle und Winkelhofmühle. Das Hoch-, die Dorf- und Gemeindeherrschaft sowie die Grundherrschaft über sämtliche Anwesen übte das schwarzenbergische Amt Wässerndorf aus.
Nach dem Untergang des Großherzogtums Würzburgs 1814 kam das vormals hochstiftisch-würzburgische Lehen der Fürsten zu Schwarzenberg an das Königreich Bayern. Mit dem Gemeindeedikt (frühes 19. Jahrhundert) wurde Wässerndorf dem Steuerdistrikt Gnötzheim zugewiesen. Wenig später entstand die Ruralgemeinde Wässerndorf mit den Orten Barthsmühle, Gehrenmühle, Holzmühle, Lungenmühle, Papiermühle, Winkelhof und Winkelhofmühle. Sie war in Verwaltung und Gerichtsbarkeit dem Herrschaftsgericht Hohenlandsberg zugeordnet und in der Finanzverwaltung dem Rentamt Iphofen. Mit der Auflösung des Herrschaftsgerichtes im Jahr 1850 kam Wässerndorf an das Landgericht Markt Bibart. Am 25. August 1857 wurde die Gemeinde an das Landgericht Marktbreit und an das Rentamt Ochsenfurt überwiesen (1919 in Finanzamt Ochsenfurt umbenannt). Ab 1862 war das Bezirksamt Kitzingen (1939 in Landkreis Kitzingen umbenannt) für die Verwaltung der Gemeinde zuständig. Die Gerichtsbarkeit blieb beim Landgericht Marktbreit (1879 in Amtsgericht Marktbreit umbenannt), ab 1932 war das Amtsgericht Ochsenfurt zuständig.
Die Gutshöfe derer von Schwarzenberg in Wässerndorf und Winkelhof wurden 1938 vom Reichssiedlungsamt eingezogen, um Bauern aus der Gemeinde Bonnland dort anzusiedeln. Die Bürger dieses Ortes mussten wegen der Erweiterung des Truppenübungsplatzes Hammelburg ihre Heimat verlassen. Auffällig ist die architektonische Ähnlichkeit aller Bonnlandhöfe. Im April 1945 wurde das Schloss mit den dort eingelagerten Archivalien aus dem Würzburger Staatsarchiv von amerikanischen Truppen zerstört. Die Ruine ist heute das Wahrzeichen von Wässerndorf.
1964 hatte die Gemeinde eine Gebietsfläche von 3,506 km². Am 1. Juli 1972 wurde Wässerndorf an das Finanzamt Kitzingen und das Amtsgericht Kitzingen überwiesen. Am 1. Mai 1978 wurde Wässerndorf im Zuge der Gebietsreform in Bayern nach Seinsheim eingegliedert.

### Einwohnerentwicklung
Gemeinde Wässerndorf
| Jahr      | 1818  | 1840   | 1852   | 1855   | 1861   | 1867   | 1871   | 1875   | 1880   | 1885   | 1890   | 1895   | 1900   | 1905   | 1910   | 1919   | 1925   | 1933   | 1939   | 1946   | 1950   | 1952   | 1961   | 1970   |
| Einwohner | 206   | 259    | 248    | 267    | 276    | 238    | 255    | 269    | 266    | 270    | 257    | 230    | 237    | 245    | 262    | 268    | 262    | 279    | 320    | 378    | 361    | 338    | 317    | 271    |
| Häuser    | 48    | 45     |        |        |        |        | 51     |        |        | 56     | 53     |        | 59     |        |        |        | 53     |        |        |        | 60     |        | 64     |        |
| Quelle    | [ 8 ] | [ 17 ] | [ 18 ] | [ 18 ] | [ 19 ] | [ 20 ] | [ 21 ] | [ 22 ] | [ 23 ] | [ 24 ] | [ 25 ] | [ 18 ] | [ 26 ] | [ 18 ] | [ 27 ] | [ 18 ] | [ 28 ] | [ 18 ] | [ 18 ] | [ 18 ] | [ 29 ] | [ 18 ] | [ 13 ] | [ 30 ] |

Ort Wässerndorf
| Jahr      | 001818 | 001840 | 001861 | 001871 | 001885 | 001900 | 001925 | 001950 | 001961 | 001970 | 001987 | 002000 | 002006 | 002013 |
| Einwohner | 179    | 210    | *276   | 189    | 204    | 195    | 213    | 324    | 264    | 226    | 187    | *209   | *217   | *203   |
| Häuser    | 37     | 36     |        |        | 44     | 50     | 47     | 55     | 54     |        | 57     |        |        |        |
| Quelle    | [ 8 ]  | [ 17 ] | [ 19 ] | [ 21 ] | [ 24 ] | [ 26 ] | [ 28 ] | [ 29 ] | [ 13 ] | [ 30 ] | [ 31 ] | [ 1 ]  | [ 1 ]  | [ 1 ]  |

## Religion
Wässerndorf ist römisch-katholisch geprägt und bis heute nach St. Peter und Paul (Seinsheim) gepfarrt. 1965/66 wurde die evangelische Michaelskirche erbaut. Sie neherbergt ein wertvolles Renaissanceepitaph des Philipp von Thüngen und die Grabplatte der jüngsten Tochter von Friedrich von Schiller.

## Kultur und Sehenswürdigkeiten

### Baudenkmäler

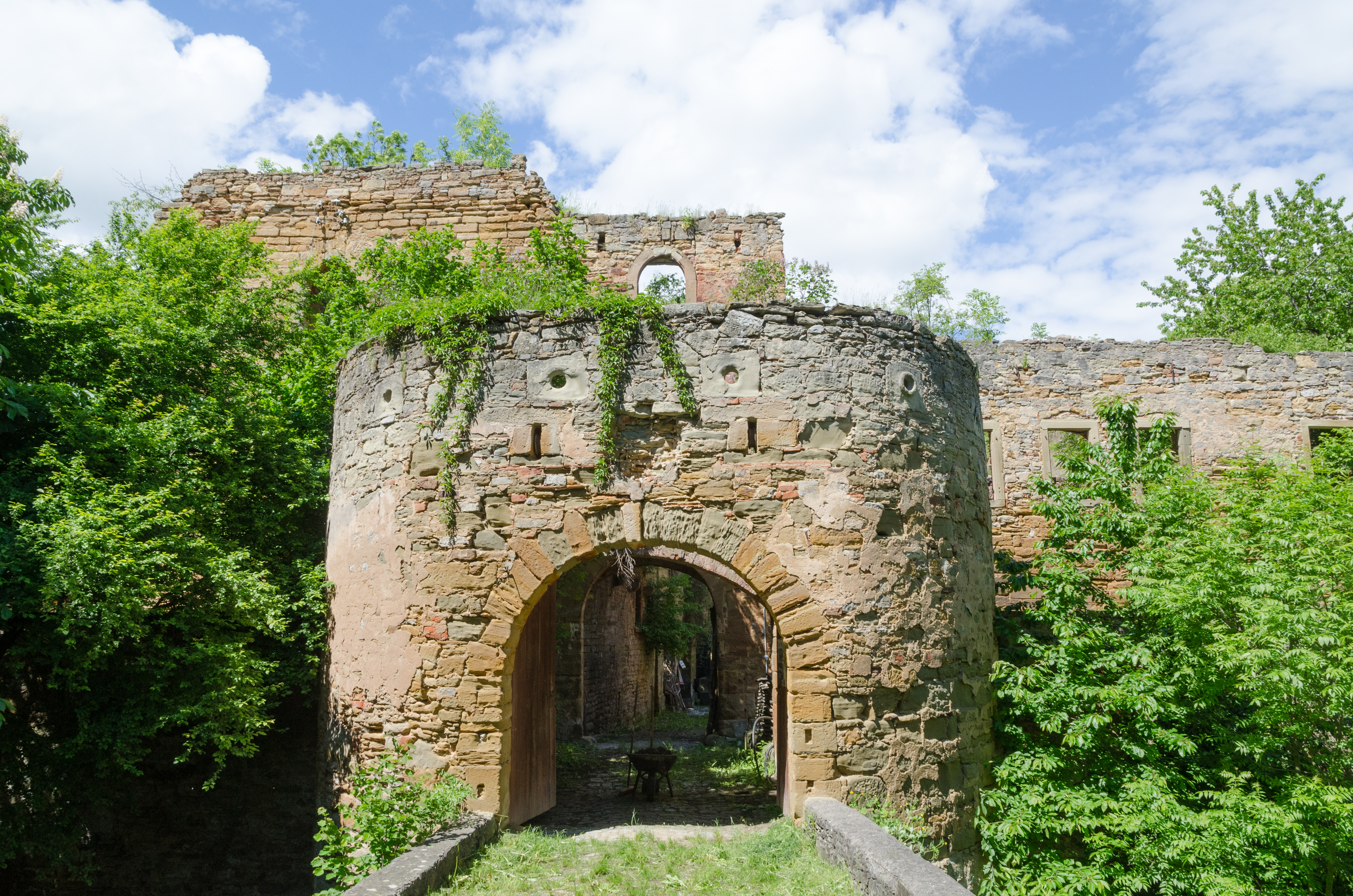
Das erhaltene Torhaus des Schlosses

In Wässerndorf gibt es acht Baudenkmäler:
- Schlossruine: Das zunächst als Wasserschloss erbaute Schloss mit viereckigem Innenhof war noch von Gebäudeteilen aus dem 13. Jahrhundert umfasst. Der vierflügelige Bau war mit vier Giebeln verziert. Das gesamte Gebäude wurde von einer mächtigen Ringmauer mit acht Türmen, darunter ein schwerer runder Torturm, geschützt. Eines der imposantesten Teile war ein mit Rankenfresken versehenes Zimmer. Das Schloss wurde am 5. April 1945 von den amerikanischen Streitkräften in Brand gesteckt und ist bis auf die Grundmauern niedergebrannt.
- Katholische Kirche St. Cyriakus: Die kleine Saalkirche mit eingezogenem Chor in Fachwerkbauweise wurde nach der Inschrift in Chorbogen 1496 erbaut. Im Inneren herrschen die stabile Holzbalkendecke im Chor und die flache, auf Kragsteinen ruhende, hölzerne Empore vor.
- Alter Friedhof mit Friedhofskreuz und Grabplatten
- Die Papiermühle
- Kreuz, Bildstock und Hoftor

### Bodendenkmäler
In der Gemarkung Wässerndorf gibt es sieben Bodendenkmäler.

### Feste und Feiern
- Alljährlich am zweiten Sonntag im August trägt die Freiwillige Feuerwehr Wässerndorf das Wiesenfest aus.
- Alljährlich am Tag des offenen Denkmals trägt der Schlossruinenverein Wässerndorf das „Schlossruinenfest“ aus.

## Persönlichkeiten
- Seraphin Fleischmann (geboren als Heinrich Adolf, 1704–1762), Franziskaner-Minoriten Ordensprovinzial in Oberdeutschland[34]